# Five Finger Death Punch
Five Finger Death Punch er et amerikansk heavy metal band fra Las Vegas, Nevada. Bandet blev dannet 2005 og tog sit navn fra Kung fu filmen "The Five Fingers of Death" fra 1972.

## Tidlig Historie
Bandet bestod oprindeligt af sanger Ivan Moody, guitarist Zoltan Bathory, guitarist Caleb Bingham, bassist Matt Snell og trommeslager Jeremy Spencer. Bingham blev erstattet af guitaristen Darrell Roberts i 2006, som derefter blev erstattet af Jason Hook i 2009. Bassist Matt Snell forlod bandet i 2010 og blev erstattet af Chris Kael i 2011.
Deres debut album The Way of the Fist blev udgivet i 2007, og det blev starten på bandets popularitet. I 2009 udgav de deres andet album "War is the Answer". Begge albums blev tildelt guld af RIAA med over 500.000 solgte eksemplarer, begge i USA. Bandets tredje album med titlen "American Capitalist", blev udgivet den 11. oktober 2011. I 2013 udgav bandet to albums med titlerne "The Wrong Side of Heaven and the Righteous Side of Hell" Vol. 1 og Vol. 2. I 2015 udgav bandet et album med titlen "Got your six".

## Koncerter
Bandet har spillet ved internationale musikfestivaler, herunder Mayhem Festival i 2008 og 2010, og Download Festival i 2009 og 2010.

## Medlemmer
- Zoltan Bathory – guitar (2005–present)
- Jason Hook – guitar, vokal (2009–present)
- Chris Kael – bas, vokal (2010–present)
- Ivan Moody – vokal, Klaver (2006–present)
- Charlie Engen – Trommer (2018–present)

### Touring musikere
- Philip Labonte – vokal (2016)
- Tommy Vext – vokal (2017)

### Tidligere medlemmer
- Jeremy Spencer – Trommer (2005–2018), vokal (2005)
- Caleb Andrew Bingham – guitar, vokal (2005–2006)
- Darrell Roberts – guitar, vokal (2006–2009)
- Matt Snell – bas, (2005–2010)
- Jason Hook lead guitarist (2009-2020)

## Diskografi
- The Way of the Fist (2007)
- War Is the Answer (2009)
- American Capitalist (2011)
- The Wrong Side of Heaven and the Righteous Side of Hell, Volume 1 (2013)
- The Wrong Side of Heaven and the Righteous Side of Hell, Volume 2 (2013)
- Got Your Six (2015)
- And Justice for None (2018)
- F8 (2020)
- AfterLife (2022)